# 조선의 왕세자빈
조선의 왕세자빈(王世子嬪) 또는 대한제국의 황태자비(皇太子妃)는 조선에서 왕세자의 정배(正配, 嫡室)에게 내린 작위이다. 흔히 빈궁(嬪宮)이라고도 한다. 경칭은 왕세자와 동등하게 저하(邸下)이며 품계는 없다. 세자빈은 장차 일국의 왕비가 될 몸이었기 때문에 간택을 할 때도 일정한 절차를 통해 신중히 골랐다. 간택이 확정되면 책봉의 가례를 거행하며, 임금의 교지가 전달된다. 그러나 가끔은 정치적 함수 관계에 따라 세자빈이 아니라 세제빈, 세손빈이 등장하기도 하였다.

## 왕세자빈의 품계
왕세자빈(王世子嬪)의 품계는 왕비(王妃)와 마찬가지로 무계(無階)에 속한다.
정일품(正一品) 빈(嬪)은 왕의 후궁(후실)을 일컫는 것이고 세자빈의 품계는 무계(無階)이다.
- 배위(配位)의 원칙
  - 왕세자빈의 경칭은 왕세자(王世子)와 마찬가지로 저하(邸下)인데 이것은 배위(配位)의 원칙에 입각한 것이다.[1] 따라서 왕세자빈은 왕세자와 마찬가지로 복장에서도 곤룡포(사조룡보)가 가슴과 등, 그리고 양 어깨에 붙어있다.
- 경국대전 이전(吏典) 1면
  - 경국대전 이전 1면에서는 내명부(內命婦)와 세자궁(世子宮)이 구분되어 있고, 왕비(王妃)와 세자빈(世子嬪)은 품계에 포함되어 있지 않는다.[2] 세자빈은 세자궁 소속으로[3] 왕비(王妃)와 마찬가지로 표기가 되어있지 않는 점을 보아 무계(無階)라고 보는 것이 타당하다.

## 역대 왕세자빈
다음은 조선시대의 역대 왕세자빈을 나열한 것이다.
| 왕조            | 왕세자                    | 왕세자빈(존호)          | 생전 마지막 지위                                         | 사후 호칭               | 본관                  | 재위기간(음력/양력)                           | 재위기간(음력/양력)                | 능묘                |
| --------------- | ------------------------- | ----------------------- | -------------------------------------------------------- | ----------------------- | --------------------- | --------------------------------------------- | ---------------------------------- | ------------------- |
| 태조 (太祖)     | 폐세자 방석(芳碩)         | 현빈(賢嬪) 유씨         | 폐서인                                                   | --                      | 유씨(柳氏)            | 1392년 8월 20일 (8월 20일)                    | 1393년 6월 19일 (7월 28일)         |                     |
| 태조 (太祖)     | 폐세자 방석(芳碩)         | 현빈(賢嬪) 심씨         | 삼한국대부인                                             | --                      | 부유 심씨 (富有 沈氏) | 1397년 9월 27일 (10월 18일)                   | 1398년 8월 26일 (10월 6일)         | 의안대군묘          |
| 태조 (太祖)     | 왕세자 방과(芳果)         | 덕빈(德嬪) 김씨         | 왕대비(王大妃)                                           | 정안왕후 (定安王后)     | 경주 김씨 (慶州 金氏) | 1398년 9월 1일 (10월 10일)                    | 1398년 9월 5일 (10월 14일)         | 후릉 (厚陵)         |
| 정종 (定宗)     | 왕세자 방원(芳遠)         | 정빈(貞嬪) 민씨         | 왕대비(王大妃)                                           | 원경왕후 (元敬王后)     | 여흥 민씨 (驪興 閔氏) | 1400년 3월 4일 (3월 29일)                     | 1400년 11월 13일 (11월 28일)       | 헌릉 (獻陵)         |
| 태종 (太宗)     | 폐세자 제(禔)             | 숙빈(淑嬪) 김씨         | 부부인(府夫人)                                           | 수성부부인 (隨城府夫人) | 광산 김씨 (光山 金氏) | 1407년 7월 15일 (8월 17일)                    | 1418년 6월 3일 (7월 6일)           | 양녕대군묘          |
| 태종 (太宗)     | 왕세자 도(祹)             | 경빈(敬嬪) 심씨         | 왕비(王妃)                                               | 소헌왕후 (昭憲王后)     | 청송 심씨 (靑松 沈氏) | 1418년 6월 5일 (7월 8일)                      | 1418년 8월 11일 (9월 10일)         | 영릉 (英陵)         |
| 세종 (世宗)     | 왕세자 향(珦)             | 휘빈(徽嬪) 김씨         | 폐서인                                                   | --                      | 안동 김씨 (安東 金氏) | 1427년 4월 9일 (5월 5일)                      | 1429년 7월 19일 (8월 18일)         |                     |
| 세종 (世宗)     | 왕세자 향(珦)             | 순빈(純嬪) 봉씨         | 폐서인                                                   | --                      | 하음 봉씨 (河陰 奉氏) | 1429년 10월 15일 (11월 11일)                  | 1436년 10월 26일 (12월 4일)        |                     |
| 세종 (世宗)     | 왕세자 향(珦)             | 빈궁(嬪宮) 권씨         | 왕세자빈(王世子嬪)                                       | 현덕왕후 (顯德王后)     | 안동 권씨 (安東 權氏) | 1436년 12월 28일 (1437년 2월 3일)             | 1441년 7월 24일 (8월 10일)         | 현릉 (顯陵)         |
| 세조 (世祖)     | 의경세자 장 (懿敬世子 暲) | 수빈(粹嬪) 한씨         | 대왕대비(大王大妃)                                       | 소혜왕후 (昭惠王后)     | 청주 한씨 (淸州 韓氏) | 1455년 7월 26일 (9월 7일)                     | 1457년 12월 14일 (12월 30일)       | 경릉 (敬陵)         |
| 세조 (世祖)     | 왕세자 황(晄)             | 빈궁(嬪宮) 한씨         | 왕세자빈(王世子嬪)                                       | 장순왕후 (章順王后)     | 청주 한씨 (淸州 韓氏) | 1460년 4월 11일 (5월 1일)                     | 1461년 12월 5일 (1462년 1월 5일)   | 공릉 (恭陵)         |
| 성종 (成宗)     | 왕세자 융(㦕)             | 빈궁(嬪宮) 신씨         | 군부인(郡夫人)                                           | 거창군부인 (居昌郡夫人) | 거창 신씨 (居昌 愼氏) | 1488년 윤 1월 26일 (3월 9일)                  | 1494년 12월 29일 (1495년 1월 25일) | 연산군묘 (燕山君墓) |
| 중종 (中宗)     | 왕세자 호(峼)             | 빈궁(嬪宮) 박씨         | 왕대비(王大妃)                                           | 인성왕후 (仁聖王后)     | 반남 박씨 (潘南 朴氏) | 1524년 3월 6일 (4월 9일)                      | 1544년 11월 20일 (12월 4일)        | 효릉 (孝陵)         |
| 명종 (明宗)     | 순회세자 부 (順懷世子 暊) | 덕빈(德嬪) 윤씨         | 왕세자빈(王世子嬪)                                       | 공회빈 (恭懷嬪)         | 무송 윤씨 (茂松 尹氏) | 1561년 10월 21일 (11월 27일)                  | 1563년 9월 20일 (10월 6일)         | 순창원 (順昌園)     |
| 선조 (宣祖)     | 왕세자 혼(琿)             | 빈궁(嬪宮) 유씨         | 군부인(郡夫人)                                           | 문성군부인 (文城郡夫人) | 문화 류씨 (文化 柳氏) | 1592년 4월 29일 (6월 8일)                     | 1608년 4월 22일 (6월 4일)          | 광해군묘 (光海君墓) |
| 광해군 (光海君) | 폐세자 지(祗)             | 빈궁(嬪宮) 박씨         | 폐서인                                                   | --                      | 밀양 박씨 (密陽 朴氏) | 1611년 10월 25일 (11월 29일)                  | 1623년 3월 14일 (4월 13일)         |                     |
| 인조 (仁祖)     | 소현세자 왕 (昭顯世子 𣳫) | 빈궁(嬪宮) 강씨         | 폐서인                                                   | 민회빈 강씨 (愍懷嬪)    | 진주 강씨 (晉州 姜氏) | 1627년 12월 4일 (1628년 1월 10일)             | 1645년 9월 26일 (11월 13일)        | 영회원 (永懷園)     |
| 인조 (仁祖)     | 왕세자 호(淏)             | 빈궁(嬪宮) 장씨         | 왕대비(王大妃)                                           | 인선왕후 (仁宣王后)     | 덕수 장씨 (德水 張氏) | 1645년 9월 27일 (11월 14일)                   | 1649년 5월 13일 (6월 22일)         | 영릉 (寧陵)         |
| 효종 (孝宗)     | 왕세자 연(棩)             | 빈궁(嬪宮) 김씨         | 왕대비(王大妃)                                           | 명성왕후 (明聖王后)     | 청풍 김씨 (淸風 金氏) | 1651년 11월 21일 (1652년 1월 2일)             | 1659년 5월 9일 (6월 28일)          | 숭릉 (崇陵)         |
| 현종 (顯宗)     | 왕세자 순(焞)             | 빈궁(嬪宮) 김씨         | 왕비(王妃)                                               | 인경왕후 (仁敬王后)     | 광산 김씨 (光山 金氏) | 1671년 3월 22일 (4월 30일)                    | 1674년 8월 23일 (9월 22일)         | 익릉 (翼陵)         |
| 숙종 (肅宗)     | 왕세자 윤(昀)             | 빈궁(嬪宮) 심씨         | 왕세자빈(王世子嬪)                                       | 단의왕후 (端懿王后)     | 청송 심씨 (靑松 沈氏) | 1696년 5월 20일 (6월 19일)                    | 1718년 2월 7일 (3월 8일)           | 혜릉 (惠陵)         |
| 숙종 (肅宗)     | 왕세자 윤(昀)             | 빈궁(嬪宮) 어씨         | 왕대비(王大妃)                                           | 선의왕후 (宣懿王后)     | 함종 어씨 (咸從 魚氏) | 1718년 9월 13일 (11월 5일)                    | 1720년 6월 15일 (7월 19일)         | 의릉 (懿陵)         |
| 경종 (景宗)     | 왕세제 금(昑)             | 빈궁(嬪宮) 서씨         | 왕비(王妃)                                               | 정성왕후 (貞聖王后)     | 달성 서씨 (達城 徐氏) | 1721년 9월 26일 (11월 15일)                   | 1724년 8월 30일 (10월 16일)        | 홍릉 (弘陵)         |
| 영조 (英祖)     | 효장세자 행 (孝章世子 緈) | 현빈(賢嬪) 조씨         | 왕세자빈(王世子嬪)                                       | 효순소황후 (孝純昭皇后) | 풍양 조씨 (豐壤 趙氏) | 1727년 9월 27일 (11월 10일)                   | 1735년 3월 16일 (4월 8일)          | 영릉 (永陵)         |
| 영조 (英祖)     | 사도세자 선 (思悼世子 愃) | 혜빈(惠嬪) 홍씨         | 왕세자빈(王世子嬪)                                       | 헌경의황후 (獻敬懿皇后) | 풍산 홍씨 (豊山 洪氏) | 1744년 1월 12일 (2월 24일)                    | 1762년 윤 5월 21일 (7월 12일)      | 융릉 (隆陵)         |
| 영조 (英祖)     | 왕세손 산(祘)             | 빈궁(嬪宮) 김씨         | 왕대비(王大妃)                                           | 효의선황후 (孝懿宣皇后) | 청풍 김씨 (淸風 金氏) | 1762년 2월 3일 (2월 26일)                     | 1776년 3월 10일 (4월 27일)         | 건릉 (健陵)         |
| 순조 (純祖)     | 효명세자 영 (孝明世子 旲) | 빈궁(嬪宮) 조씨         | 대왕대비(大王大妃)                                       | 신정익황후 (神貞翼皇后) | 풍양 조씨 (豐壤 趙氏) | 1819년 10월 11일 (11월 28일)                  | 1830년 9월 15일 (10월 31일)        | 수릉 (綏陵)         |
| 고종 (高宗)     | 왕태자 척(坧)             | 왕태자비(王太子妃) 민씨 | 왕세자빈(王世子嬪) 왕태자비(王太子妃) 황태자비(皇太子妃) | 순명효황후 (純明孝皇后) | 여흥 민씨 (驪興 閔氏) | 1882년 2월 19일 (4월 6일) <왕세자빈>          | 1894년 12월 17일 (1895년 1월 12일) | 유릉 (裕陵)         |
| 고종 (高宗)     | 왕태자 척(坧)             | 왕태자비(王太子妃) 민씨 | 왕세자빈(王世子嬪) 왕태자비(王太子妃) 황태자비(皇太子妃) | 순명효황후 (純明孝皇后) | 여흥 민씨 (驪興 閔氏) | 1894년 12월 17일 (1895년 1월 12일) <왕태자비> | 1897년 10월 14일                   | 유릉 (裕陵)         |

## 역대 황태자비
| 왕조        | 왕세자        | 왕세자빈(존호)          | 생전 마지막 지위         | 사후 호칭               | 본관                  | 재위기간(양력)   | 재위기간(양력)  | 능묘        |
| ----------- | ------------- | ----------------------- | ------------------------ | ----------------------- | --------------------- | ---------------- | --------------- | ----------- |
| 고종 (高宗) | 황태자 척(坧) | 황태자비(皇太子妃) 민씨 | 황태자비(皇太子妃)       | 순명효황후 (純明孝皇后) | 여흥 민씨 (驪興 閔氏) | 1897년 10월 14일 | 1904년 11월 5일 | 유릉 (裕陵) |
| 고종 (高宗) | 황태자 척(坧) | 황태자비(皇太子妃) 윤씨 | 황후(皇后) 대한제국 멸망 | 순정효황후 (純貞孝皇后) | 해평 윤씨 (海平 尹氏) | 1906년 1월 24일  | 1907년 7월 23일 | 유릉 (裕陵) |

## 기타
- 조선 제10대 왕인 연산군(燕山君)의 폐세자 황(皇+頁)은 정세명(丁世明)의 딸을 세자빈으로 맞았으나 길례를 행하기 전에 중종반정이 일어났기에 정식 세자빈이 아니었다. 그 뒤 정세명(丁世明)의 딸은 강희신(姜熙臣)에게 시집갔다.

## 같이 보기
- 조선의 역대 왕비
- 조선의 역대 왕대비